# 12848 Аґостіно
12848 Аґостіно (1997 NK10, 1993 QQ10, 12848 Agostino) — астероїд головного поясу, відкритий 10 липня 1997 року.
Тіссеранів параметр щодо Юпітера — 3,359.